# ضمور عضلي نخاعي
الضمور العضلي النخاعي (SMAs) هو مجموعة غير متجانسة وراثيًا وسريريًا من الاضطرابات المنهكة النادرة التي تتميز بانحلال الخلايا العصبية الحركية السفلية (الخلايا العصبية الموجودة في القرن الأمامي للحبل الشوكي) والضمور اللاحق (الهزال) لمجموعات العضلات المختلفة في الجسم. في حين أن بعض أنواع الضمور العضلي النخاعي تؤدي إلى وفاة الرضع في وقت مبكر، فإن أمراضًا أخرى من هذه المجموعة تسمح بحياة البالغين الطبيعية مع ضعف خفيف فقط.

## التصنيف
بناءً على نوع العضلات المصابة، يمكن تقسيم الضمور العضلي النخاعي إلى:
- الضمور العضلي النخاعي القريب، أي الحالات التي تؤثر بشكل أساسي على العضلات القريبة؛
- الضمور العضلي النخاعي البعيد (الذي يتداخل بشكل كبير مع اعتلال الأعصاب الحركية الوراثية البعيدة) حيث يؤثر على العضلات البعيدة في المقام الأول.

عند أخذ معدل الانتشار في الاعتبار، ينقسم الضمور العضلي النخاعي تقليديًا إلى:
- الضمور العضلي النخاعي الداني المتنحي الجسدي، المسؤول عن 90-95% من الحالات وعادة ما يُسمى ببساطة الضمور العضلي النخاعي (SMA) - وهو اضطراب مرتبط بطفرة جينية على جين SMN1 على الكروموسوم 5q (الموضع 5q13)، يشخص في الغالب عند الأطفال الصغار وفي أشد صوره خطورة هو السبب الجيني الأكثر شيوعًا لوفاة الرضع إذا ترك دون علاج؛
- الضمور العضلي الشوكي الموضعي - حالات أكثر ندرة، في بعض الحالات موصوفة في عدد قليل من المرضى في العالم، والتي ترتبط بطفرات جينية غير SMN1 ولهذا السبب يطلق عليها أحيانًا ببساطة ضمور عضلي فقري غير 5q؛ لا يوجد حاليا علاج سببي.